# Bassa (Band)
Bassa ist eine Tango-Band aus Berlin. Ihre Musik reicht vom klassischen Tango über Vals, Bossa Nova bis hin zu Flamenco und Klezmer und integriert so viele internationale Musikrichtungen.

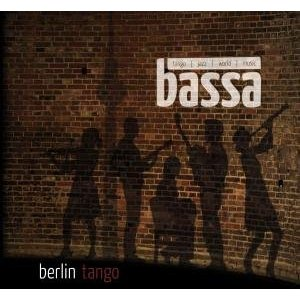
Cover der CD Berlin Tango

Bassa tritt konzertant auf oder spielt zum Tanz und auf Milongas. Ihr Repertoire besteht überwiegend aus Eigenkompositionen, wird aber bei Live-Auftritten je nach Anlass durch Interpretationen populärer Titel ergänzt.
Mit Klarinette und Violine hat Bassa zwei tango-typische melodietragende Instrumente, verzichtet andererseits auf das Bandoneon. Mit Gitarre und Kontrabass wird der multikulturelle und moderne Charakter ihrer Musik unterstrichen.

## Bandmitglieder
Die Band besteht derzeit aus vier Musikern, die in Berlin leben:
- Hannes Daerr (Klarinette)
- Miriam Erttmann (Violine)
- Takashi Peterson (Gitarre)
- Tobias Fleischer (Kontrabass)

Vor Tobias Fleischer spielte der Bassist Klaus Sebastian Klose in der Band mit.

## Diskografie
Im September 2009 hat Bassa eine erste CD, Berlin-Tango, veröffentlicht. Die zweite CD, Medialuna, erschien im Herbst 2010. Die dritte CD Tempo Pasión erschien 2012. Das vierte Album Tango Azul im Frühjahr 2015. Zuletzt veröffentlichte die Band  das Album Ahewáuwen. Alle fünf Alben erschienen beim Label Flowfish Records.